# Conservatoire national supérieur d'art dramatique
Il Conservatoire national supérieur d'art dramatique (CNSAD), in italiano Conservatorio nazionale d'arte drammatica, è una scuola di teatro sita a Parigi, in Francia.